# Horná Mariková
Horná Mariková je naseljeno mjesto u okrugu Považská Bystrica u Trenčínskom kraju u Slovačkoj.

## Stanovništvo
| Godina:     | 1993. | 2003.    | 2013.    | 2023.   |
| ----------- | ----- | -------- | -------- | ------- |
| Broj ljudi: | 898   | 773      | 628      | 574     |
| Razlika:    |       | -13,91 % | -18,75 % | -8,59 % |

| Godina:     | 2022. | 2023. |
| ----------- | ----- | ----- |
| Broj ljudi: | 574   | 574   |
| Razlika:    |       | +0 %  |

Prema podatcima o broju stanovnika iz 2023. godine naselje je imalo 574 stanovnika.

## Vanjske poveznice
|  | Zajednički poslužitelj ima još gradiva o temi Horná Mariková |

- Službena stranica naselja (sl.)